# St. Matthäus (Asbach)

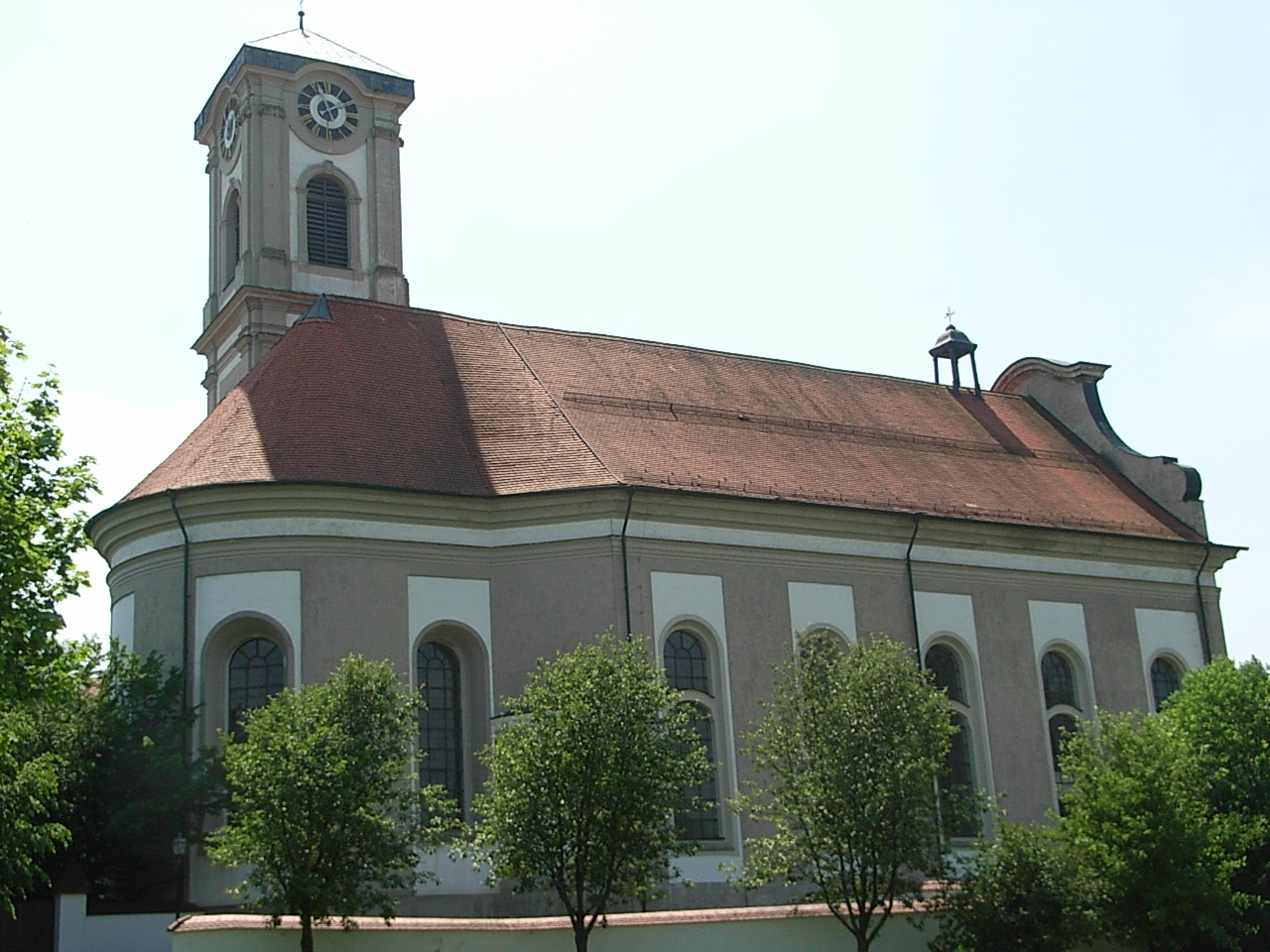
Außenansicht

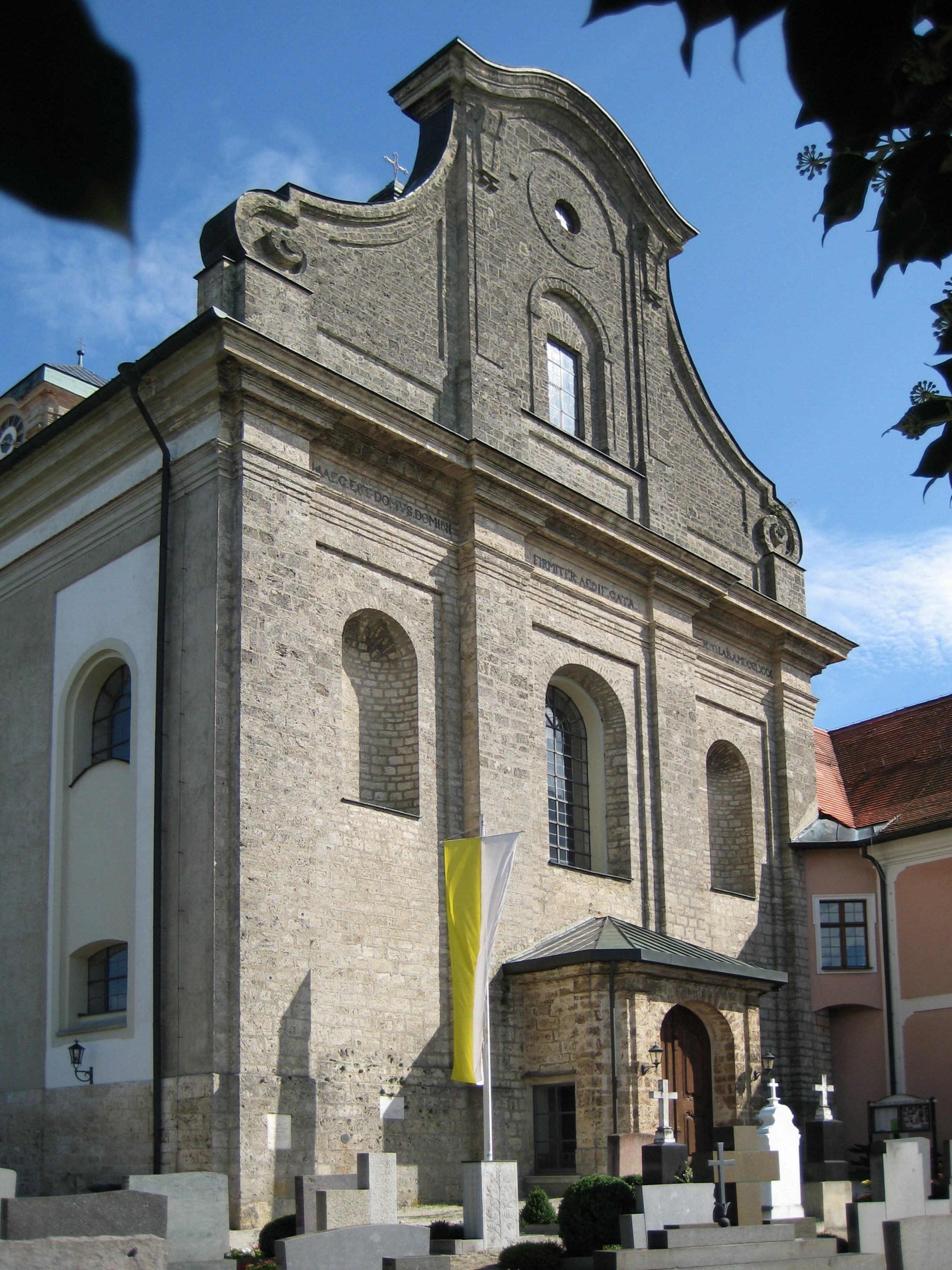
Portal

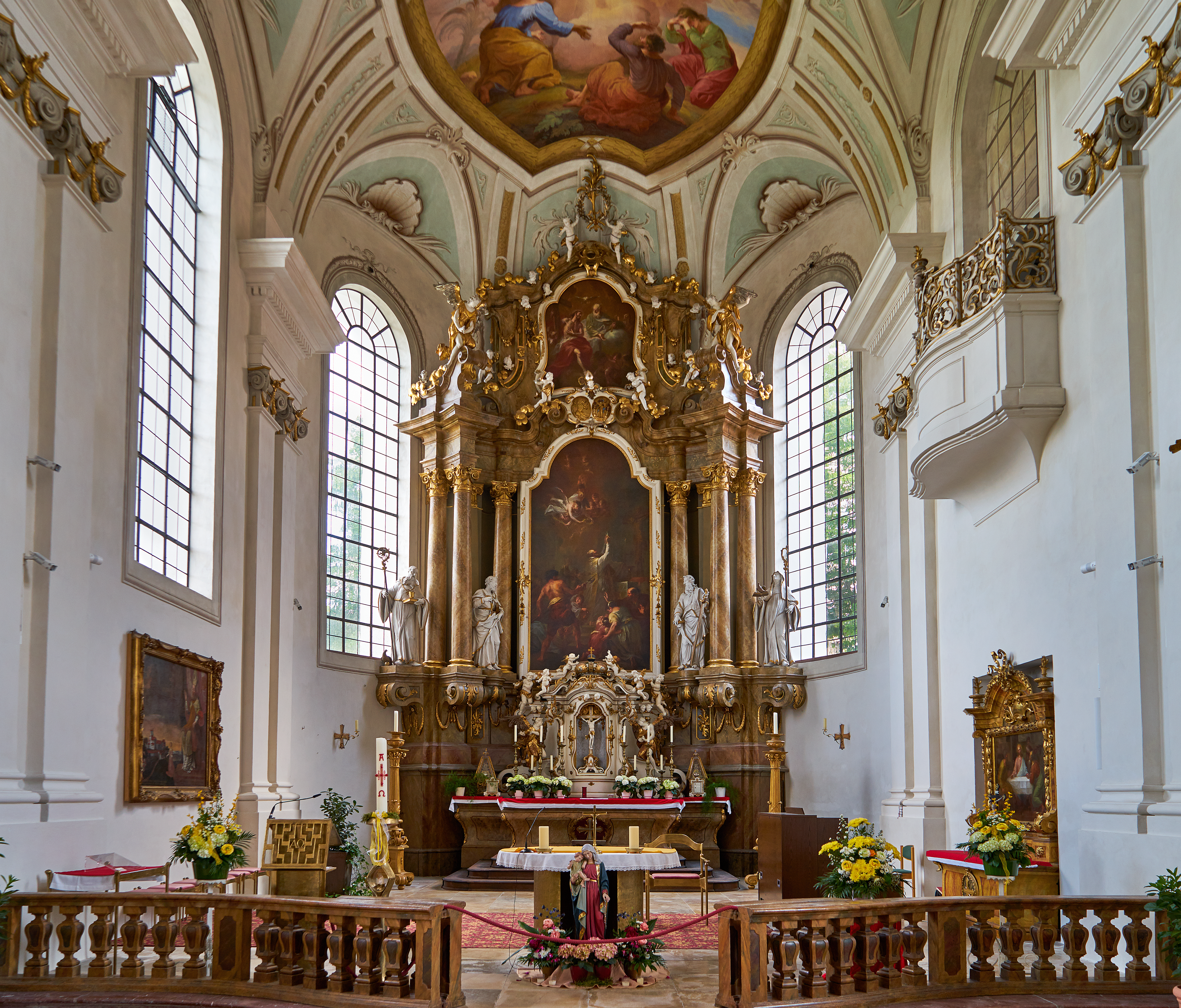
Innenraum mit Hauptaltar

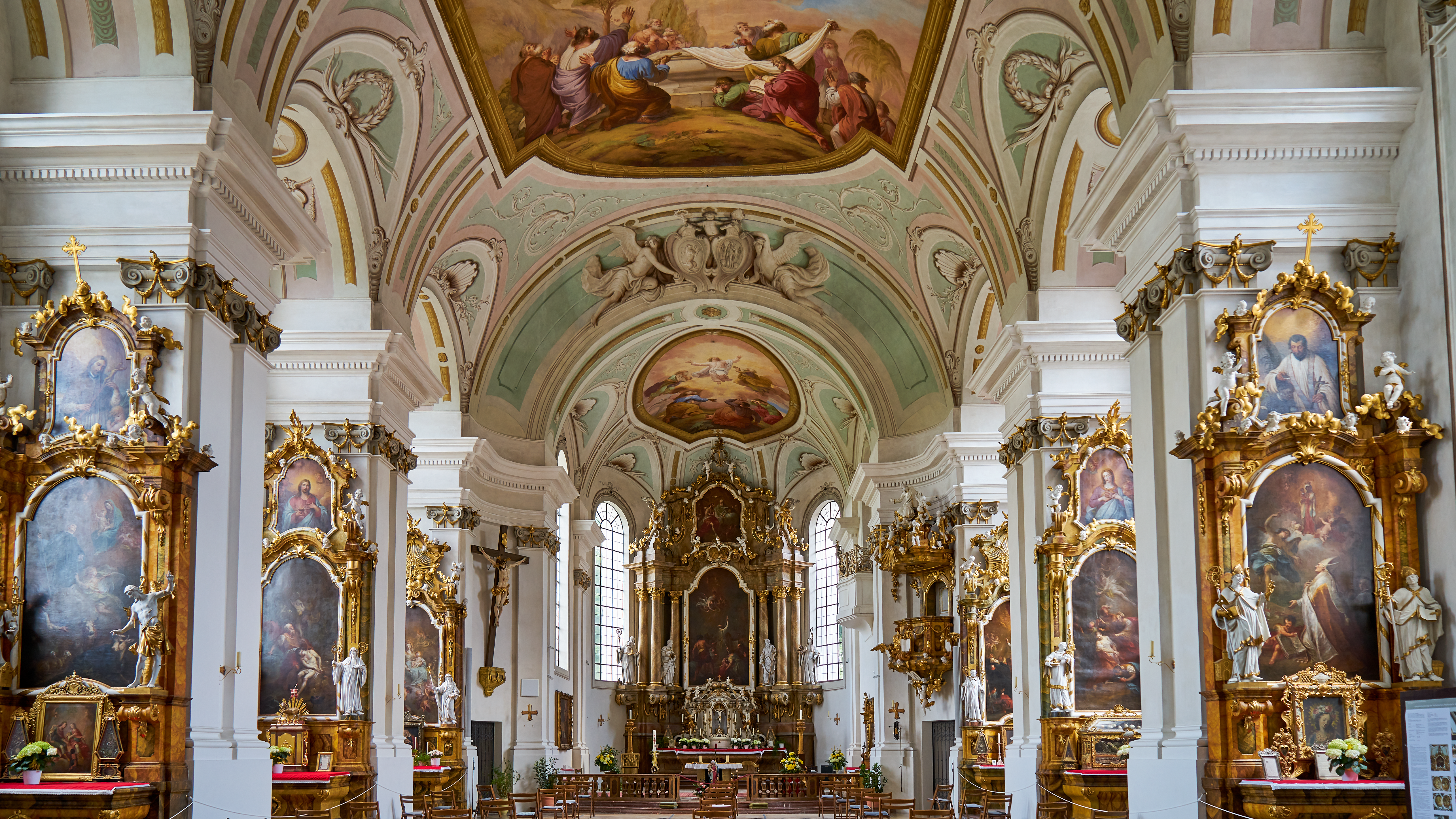
Innenraum mit Seitenaltären

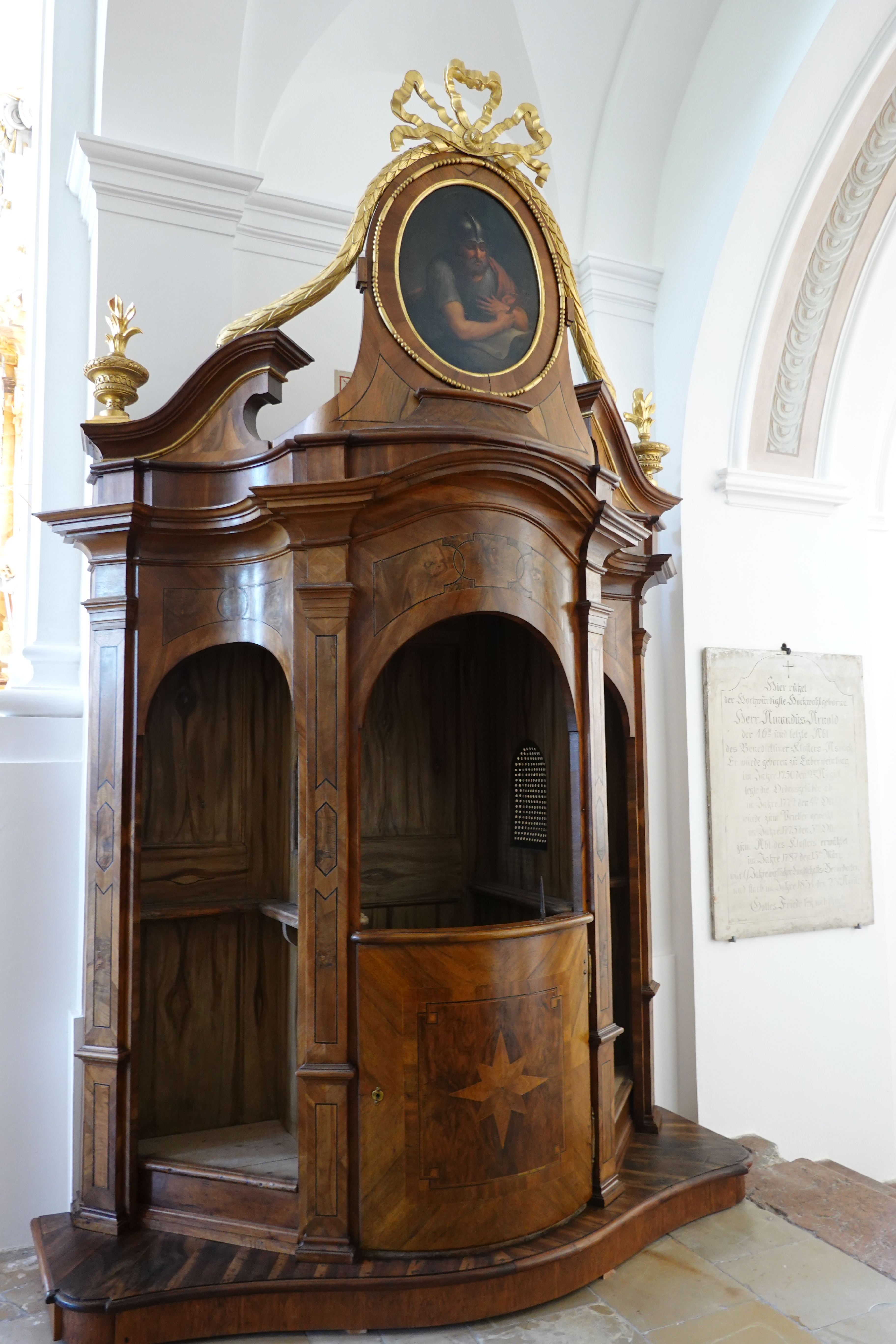
Beichtstuhl

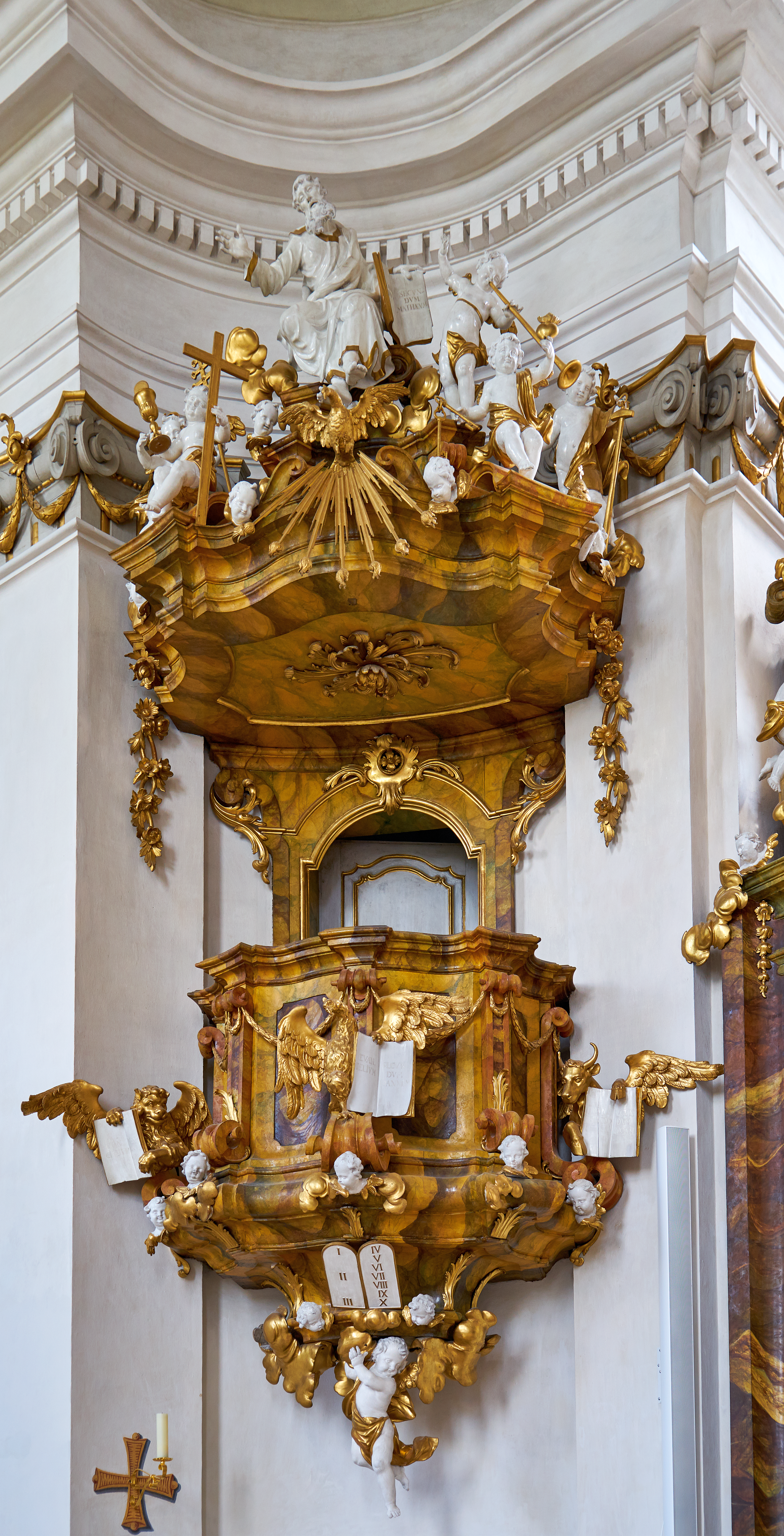
Kanzel

Die römisch-katholische Pfarrkirche Asbach mit dem Patrozinium St. Matthäus in Asbach, einem Gemeindeteil des Marktes Rotthalmünster im Landkreis Passau, war  bis zur Säkularisation die Klosterkirche der Benediktinerabtei Kloster Asbach. Als Pfarrkirche der 1806 errichteten Pfarrei Asbach gehört sie zur Diözese Passau. Das Gebäude steht unter Denkmalschutz.

## Geschichte
Die Kirche St. Matthäus entstand 1771 bis 1780 im Stil des Frühklassizismus unter Abt Rupert II. Viola (1775–1787) nach Plänen von François de Cuvilliés dem Jüngeren. Die äußerlich schlichte Wandpfeilerkirche hat eine bedeutende Einrichtung.

## Bauwerk
Asbach ist die letzte große Klosterkirche in Niederbayern. Die für die Ausstattung engagierten Künstler bezeigen die Ansprüche der Bauherren. Das Bauwerk zeigt die barocke Wandpfeilerkirche in gefälliger Ausgestaltung des Zopfstils, weiträumig und hell. Die Kirche liegt wirkungsvoll über dem Tal der Rott.

### Äußeres
Die Westfassade in Werkstein ist sparsam gestaltet, die Gliederungen sind flächig gehalten. Die bewegte Tiefenwirkung einer barocken Fassade ist hier bereits deutlich zurückgenommen. Der Turm steht südlich am Chor und ist verputzt bis auf die steinsichtige Westseite. Er zeigt eine dreigeschossige Gliederung aus Eckvorlagen und Gebälkstreifen und wird von einem niedrigen Pyramidendach bekrönt.

### Inneres
Das Langhaus der Kirche ist in fünf Achsen gegliedert. Die Wandpfeilerachsen werden von einfachen Quertonnengewölben überspannt. Der Chor ist mit ausgerundeten Ecken an das Langhaus angeschlossen. Die Gliederungen sind in der „edlen Simplicität“ gestaltet, die ein landesfürstlicher Erlass im Jahr 1770 empfohlen hatte.
Die Gewölbedekoration ist sehr gut erhalten und blieb von einer eingreifenden Erneuerung bisher verschont (Stand 2008). Dem längsovalen Hauptfresko im Chor steht ein querovales Fresko über der Orgelbühne gegenüber. Die gemalte Gliederung der Gewölbe setzt die Wandpfeiler als Gurte fort und lässt die Stichkappen als Lünetten erscheinen. Der Malgrund ist in Türkis und Violettrosa getönt. Goldocker sind die Freskorahmen sowie die Lorbeer- und Fruchtstäbe auf den Gurten. Die stuckimitierenden Motive in den Lünettenfeldern zeigen Lorbeerkränze und Muscheln, am Chorbogen sind Engel mit den Wappen des Abtes Rupert und des Klosters dargestellt. Das Bogenfeld der Westwand ist als groß gefächerte Lünette dekoriert.
Die Deckengemälde wurden 1784 von Joseph Schöpf geschaffen (die Signaturen sind nachgezogen); sie zeigen Mariä Himmelfahrt, die Verklärung Christi und König David inmitten musizierender Engel. Das Hauptfeld zeigt den Beginn der Reifezeit seines Schöpfers. Die gewaltige Malfläche ist überschaubar organisiert, mit behutsamer Akzentuierung der Längs- und Querachse. Die Engel der Himmelfahrtsgruppe zeigen den akademisch exakten Stil, der an italienischen Meistern wie Guido Reni geschult ist.

## Ausstattung
Die neun Holzaltäre schuf Anton Burchardt, die Figuren sowie die Kanzel und den Tabernakel Joseph Deutschmann. Die Altarbilder malte Martin Johann Schmidt, genannt Kremser Schmidt. Das Hochaltarbild stellt die Ermordung des hl. Matthäus dar. Das erste Paar der Seitenaltäre zeigt Maria als Himmelskönigin und Benedikt auf dem Sterbelager, das zweite die Opferung Isaaks und das Martyrium der hl. Barbara, das dritte die Apotheose des hl. Leonhard sowie den Bischof Otto von Bamberg, welcher das Kloster dem Schutz der Muttergottes von Altötting empfiehlt. In der Armenseelenkapelle ist Maria im Gebet für die armen Seelen dargestellt, ebenfalls von Schmidt. Auf dem Schalldeckel der Kanzel ist der heilige Matthäus dargestellt, umgeben von Engeln mit den Symbolen der drei göttlichen Tugenden, am Korpus der Kanzel die Symbole der drei anderen Evangelisten. Im Langhaus sind Grabsteine der Asbacher Äbte aus dem 15./16. Jahrhundert erhalten, insbesondere für Benedikt Ziegler († 1508) und Adam Steger († 1511).

### Orgel
Die Orgel ist im Kern ein Werk von Johann Schweinacher aus der Zeit um 1785 mit 16 Registern auf zwei Manualen und Pedal, das 1895 von Johann Hechenberger umgebaut wurde.

### Römerstein
Ein Römerstein mit heute stark verwitterter Inschrift, errichtet zwischen 101 und 300 n. Chr. als Grabaltar des Caius Usonius, ist seit 1915 links vom Eingang der Pfarrkirche St. Matthäus aufgestellt.